# Paralastor conspicuus
Paralastor conspicuus är en stekelart som beskrevs av Perkins 1914. Paralastor conspicuus ingår i släktet Paralastor och familjen Eumenidae. Inga underarter finns listade i Catalogue of Life.